# Laurence Olivier Awards
Die Laurence Olivier Awards (auch Olivier Awards) sind seit 1976 jährlich vergebene britische Theater- und Musicalpreise. Sie gelten als höchste Auszeichnung im britischen Theater und sind vergleichbar mit den Tony Awards am amerikanischen Broadway. Der Preis ist nach dem renommierten britischen Schauspieler Laurence Olivier benannt. Verliehen wird die Auszeichnung von der Society of London Theatre an Theaterproduktionen, die im Londoner West End zu sehen waren.

## Geschichte
The Olivier’s, wie die Preise auch verkürzend genannt werden, sind eine jährliche Präsentation zur Würdigung professioneller Theaterarbeit. Ursprünglich hieß die Verleihung „Society of West End Theatre Awards“, wurde jedoch zur Ehrung des britischen Schauspielers Laurence Olivier im Jahre 1984 umbenannt.
Die Auszeichnungen werden jährlich in den Kategorien Theater, Musical, Tanz und Oper vergeben. Die Olivier Awards sind international als die höchste Auszeichnung des britischen Theaters anerkannt, gleichbedeutend mit dem amerikanischen Broadway-Preis Tony Award und dem französischen Molière-Preis. Die Preisträger erhalten eine Bronzestatuette mit Sir Laurence Olivier in seiner Darstellung als Heinrich V. im Jahr 1937. Die Preise wurden in verschiedenen Hotels und Theatern in London verliehen. Seit 2012 finden die Preisverleihungen im Royal Opera House in Covent Garden statt.
Die erste Preisverleihung fand im Dezember 1976 im Hotel Café Royal statt. Die Gewinner, zu denen Alan Howard, Peggy Ashcroft, Penelope Keith und Jonathan Miller gehörten, erhielten noch keine der ikonischen Bronzestatuetten, sondern eigens in Auftrag gegebene blaue Wedgwood-Urnen, die den Spitznamen „The Urnies“ trugen.

## Kategorien

### Drama
- Best New Play
- Best Revival
- Best Entertainment or Comedy Play
- Best Actor
- Best Actress
- Best Performance in a Supporting Role
  - Best Actor in a Supporting Role
  - Best Actress in a Supporting Role

### Musical
- Best New Musical
- Best Musical Revival
- Best Actor in a Musical
- Best Actress in a Musical
- Best Performance in a Supporting Role in a Musical
  - Best Actor in a Supporting Role in a Musical
  - Best Actress in a Supporting Role in a Musical
- Best Original Score or New Orchestrations

### Produktion
- Best Director
- Best Theatre Choreographer
- Best Set Design
- Best Costume Design
- Best Lighting Design
- Best Sound Design

### Tanz / Oper
- Best New Dance Production
- Best New Opera Production
- Outstanding Achievement in Dance
- Outstanding Achievement in Opera

### Andere
- Special Award
- Best Entertainment and Family
- Outstanding Achievement in an Affiliate Theatre

### Ehemalige Kategorien
- Actor of the Year in a New Play
- Actress of the Year in a New Play
- Actor of the Year in a Revival
- Actress of the Year in a Revival
- Best Comedy Performance
- Best Performance in a Musical
- Supporting Artist of the Year
- Best Newcomer in a Play
- Most Promising Performer
- Best Company Performance
- Best Director of a Play
- Best Director of a Musical
- Most Promising Playwright
- Best Set Designer
- Outstanding Achievement in a Musical
- Audience Award

## Preisträger (Auswahl)

### Personen
Acht Auszeichnungen:
- Judi Dench (Schauspielerin)[3]

Sieben Auszeichnungen:
- Matthew Bourne (Choreograf)
- William Dudley (Theaterdesigner)

- Andrew Lloyd Webber (Komponist)[4]

Sechs Auszeichnungen:
- Ian McKellen (Schauspieler)
- Alan Bennett (Schauspieler/Autor)
- Richard Eyre (Theaterregisseur)
- Stephen Sondheim (Komponist)

Fünf Auszeichnungen:
- Declan Donnellan (Theaterregisseur)
- Mark Henderson (Lichtdesigner)
- Mark Thompson (Bühnenbildner)

Vier Auszeichnungen:
- Michael Bryant (Schauspieler)
- Darcey Bussell (Tänzerin)
- Bunny Chrisie (Bühnenbildnerin)
- Paule Constable (Lichtdesigner)
- Michael Frayn (Autor)
- Michael Gambon (Schauspieler)
- Tim Goodchild (Bühnenbildner)
- Clare Higgins (Schauspieler)
- Alex Jennings (Schauspieler)
- Sam Mendes (Theaterregisseur)
- John Napier (Bühnenbildner)
- Trevor Nunn (Theaterregisseur)
- Philip Quast (Schauspieler)
- Willy Russell (Autor)
- Simon Russell Beale (Schauspieler)
- Imelda Staunton (Schauspielerin)
- Frances de la Tour (Schauspieler)

### Shows
Neun Auszeichnungen:
- 2017: Harry Potter und das verwunschene Kind

Sieben Auszeichnungen:
- 2012: Matilda
- 2013: The Curious Incident of the Dog in the Night-Time
- 2018: Hamilton
- 2022: Cabaret[5]

Sechs Auszeichnungen:
- 1980: Nicholas Nickleby

Fünf Auszeichnungen:
- 1982: Guys and Dolls
- 1995: She Loves Me
- 2007: Sunday in the Park with George
- 2014: Chimerica
- 2022: Life of Pi[5]

Vier Auszeichnungen:
- 1993: An Inspector Calls
- 1993: Carousel
- 1994: Sweeney Todd
- 1994: Machinal
- 1997: Stanley
- 1999: Oklahoma!
- 2001: All My Sons
- 2004: Jerry Springer
- 2006: Billy Elliot - The Musical
- 2006: Hedda Gabler
- 2008: Hairspray
- 2009: Black Watch
- 2010: Spring Awakening
- 2011: After the Dance
- 2014: The Book of Mormon
- 2016: Gypsy